# Racing Bafoussam
Racing Club de Bafoussam w skrócie Racing Bafoussam – kameruński klub piłkarski grający w kameruńskiej pierwszej lidze, mający siedzibę w mieście Bafoussam.

## Sukcesy
- Première Division[1]:
  - mistrzostwo (4): 1989, 1992, 1993, 1995.

- Puchar Kamerunu[2]:
  - zwycięstwo (2): 1996.
  - finał (3): 1976, 1988, 1991.

## Występy w afrykańskich pucharach
| Sezon | Rozgrywki                 | Runda       | Kraj                         | Klub                     | Dom | Wyjazd | Dwumecz |
| ----- | ------------------------- | ----------- | ---------------------------- | ------------------------ | --- | ------ | ------- |
| 1990  | Puchar Mistrzów           | 1           | Republika Środkowoafrykańska | SCAF Tocages             | 2–1 | 0–0    | 2–1     |
| 1990  | Puchar Mistrzów           | 2           | Maroko                       | Raja Casablanca          | –   | –      | –       |
| 1990  | Puchar Mistrzów           | ćwierćfinał | Zambia                       | Nkana Red Devils         | 0–1 | 1–2    | 1–3     |
| 1993  | Puchar Mistrzów           | 1           | Angola                       | CD Primeiro de Agosto    | 2–0 | 2–2    | 4–2     |
| 1993  | Puchar Mistrzów           | 2           | Algieria                     | MC Oran                  | 1–0 | 0–2    | 1–2     |
| 1994  | Puchar Mistrzów           | 1           | Benin                        | AS Dragons FC de l’Ouémé | –   | –      | –       |
| 1994  | Puchar Mistrzów           | 2           | Nigeria                      | Iwuanyanwu Nationale     | 2–3 | 2–1    | 4–4     |
| 1996  | Puchar Mistrzów           | 1           | Burundi                      | Maniema Fantastique FC   | 1–1 | –      | 1–1     |
| 1997  | Puchar Zdobywców Pucharów | 1           | Uganda                       | Uganda Electricity Board | –   | –      | –       |
| 2005  | Liga Mistrzów             | wstępna     | Benin                        | Donjo FC                 | 1–0 | 2–0    | 3–0     |
| 2005  | Liga Mistrzów             | 1           | Nigeria                      | Africa Sports National   | 1–0 | 1–3    | 2–3     |

## Stadion
Domowe mecze klub rozgrywa na stadionie o nazwie Stade Municipal de Bafoussam w Bafoussam. Stadion może pomieścić 20000 widzów.